# Asian Five Nations 2010
Asian Five Nations 2010 (z powodów sponsorskich HSBC Asian 5 Nations 2010) – trzecia edycja corocznego turnieju organizowanego pod auspicjami ARFU dla pięciu najlepszych azjatyckich męskich reprezentacji rugby union. Turniej odbył się pomiędzy 24 kwietnia a 22 maja 2010 roku. Tytułu broniła reprezentacja Japonii, która w poprzednich dwóch edycjach wygrała wszystkie mecze.
Ponownie komplet punktów w zawodach zanotowała Japonia, uzyskując awans do turnieju finałowego Pucharu Świata 2011, reprezentacja Kazachstanu natomiast awansowała do baraży o ostatnie, dwudzieste miejsce na tym turnieju.
Ostatnią w turnieju Koreę w kolejnej edycji zastąpiła Sri Lanka – zwycięzca Dywizji 1.
Podczas tego turnieju ostatnie oficjalne pojedynki rozegrała reprezentacja Zatoki Perskiej, która decyzją IRB przestała istnieć z końcem tego roku.

## System rozgrywek
Rozgrywki prowadzone były systemem kołowym. Każda z drużyn spotykała się raz z każdym przeciwnikiem, łącznie rozgrywając cztery mecze. Z uwagi na nieparzystą liczbę zespołów podczas każdej kolejki jeden z nich pauzował. Zwycięzca meczu zyskiwał pięć punktów, za remis przysługiwały trzy punkty, porażka nie była punktowana, a zdobycie przynajmniej czterech przyłożeń lub przegrana nie więcej niż siedmioma punktami premiowana była natomiast punktem bonusowym.
Turniej służył również jako ostatnia faza azjatyckich kwalifikacji do Pucharu Świata w Rugby 2011.

## Uczestnicy
W zawodach uczestniczyło pięć reprezentacji – cztery czołowe z poprzedniej edycji oraz powracająca do elity drużyna Zatoki Perskiej.
| Reprezentacja    | Miejsce w 2009    | Stadiony                                       |
| ---------------- | ----------------- | ---------------------------------------------- |
| Japonia          | 1.                | Chichibunomiya Rugby Stadium                   |
| Kazachstan       | 2.                | National University Stadium                    |
| Korea Południowa | 3.                | Kyungsang Rugby Stadium Incheon Munhak Stadium |
| Hongkong         | 4.                | Hong Kong Football Club Stadium                |
| Zatoka Perska    | awans z Dywizji 1 | Bahrain Rugby Football Club The Sevens         |

## Tabela
| Miejsce | Reprezentacja    | Mecze     | Mecze   | Mecze  | Mecze   | Punkty  | Punkty   | Punkty | Punkty bonusowe | Punkty ogółem |
| Miejsce | Reprezentacja    | Rozegrane | Wygrane | Remisy | Porażki | Zdobyte | Stracone | +/-    | Punkty bonusowe | Punkty ogółem |
| ------- | ---------------- | --------- | ------- | ------ | ------- | ------- | -------- | ------ | --------------- | ------------- |
| 1       | Japonia          | 4         | 4       | 0      | 0       | 326     | 30       | +296   | 4               | 24            |
| 2       | Kazachstan       | 4         | 2       | 2      | 0       | 97      | 173      | -76    | 3               | 13            |
| 3       | Hongkong         | 4         | 2       | 2      | 0       | 65      | 133      | -68    | 2               | 12            |
| 4       | Zatoka Perska    | 4         | 2       | 2      | 0       | 70      | 131      | -61    | 0               | 10            |
| 5       | Korea Południowa | 4         | 0       | 4      | 0       | 65      | 156      | -91    | 2               | 2             |

## Mecze

### Runda 1
| 24 kwietnia 2010 | Hongkong | 32:8 | Korea Południowa | Hong Kong Football Club Stadium, Hongkong |
| 24 kwietnia 2010 |          | 32:8 |                  | Hong Kong Football Club Stadium, Hongkong |

| 24 kwietnia 2010 | Kazachstan | 43:28 | Zatoka Perska | National University Stadium, Ałmaty |
| 24 kwietnia 2010 |            | 43:28 |               | National University Stadium, Ałmaty |

### Runda 2
| 30 kwietnia 2010 | Zatoka Perska | 16:9 | Hongkong | Bahrain Rugby Football Club, Manama |
| 30 kwietnia 2010 |               | 16:9 |          | Bahrain Rugby Football Club, Manama |

| 1 maja 2010 | Korea Południowa | 13:71 | Japonia | Kyungsang Rugby Stadium |
| 1 maja 2010 |                  | 13:71 |         | Kyungsang Rugby Stadium |

### Runda 3
| 8 maja 2010 | Japonia | 60:5 | Zatoka Perska | Chichibunomiya Rugby Stadium, Tokio |
| 8 maja 2010 |         | 60:5 |               | Chichibunomiya Rugby Stadium, Tokio |

| 8 maja 2010 | Hongkong | 19:15 | Kazachstan | Hong Kong Football Club Stadium, Hongkong |
| 8 maja 2010 |          | 19:15 |            | Hong Kong Football Club Stadium, Hongkong |

### Runda 4
| 14 maja 2010 | Zatoka Perska | 21:19 | Korea Południowa | The Sevens, Dubaj |
| 14 maja 2010 |               | 21:19 |                  | The Sevens, Dubaj |

| 15 maja 2010 | Kazachstan | 7:101 | Japonia | Chichibunomiya Rugby Stadium, Tokio |
| 15 maja 2010 |            | 7:101 |         | Chichibunomiya Rugby Stadium, Tokio |

### Runda 5
| 22 maja 2010 | Japonia | 94:5 | Hongkong | Chichibunomiya Rugby Stadium, Tokio |
| 22 maja 2010 |         | 94:5 |          | Chichibunomiya Rugby Stadium, Tokio |

| 22 maja 2010 | Korea Południowa | 25:32 | Kazachstan | Incheon Munhak Stadium, Incheon |
| 22 maja 2010 |                  | 25:32 |            | Incheon Munhak Stadium, Incheon |